# St.-Peters-Kirche (Tiefenort)

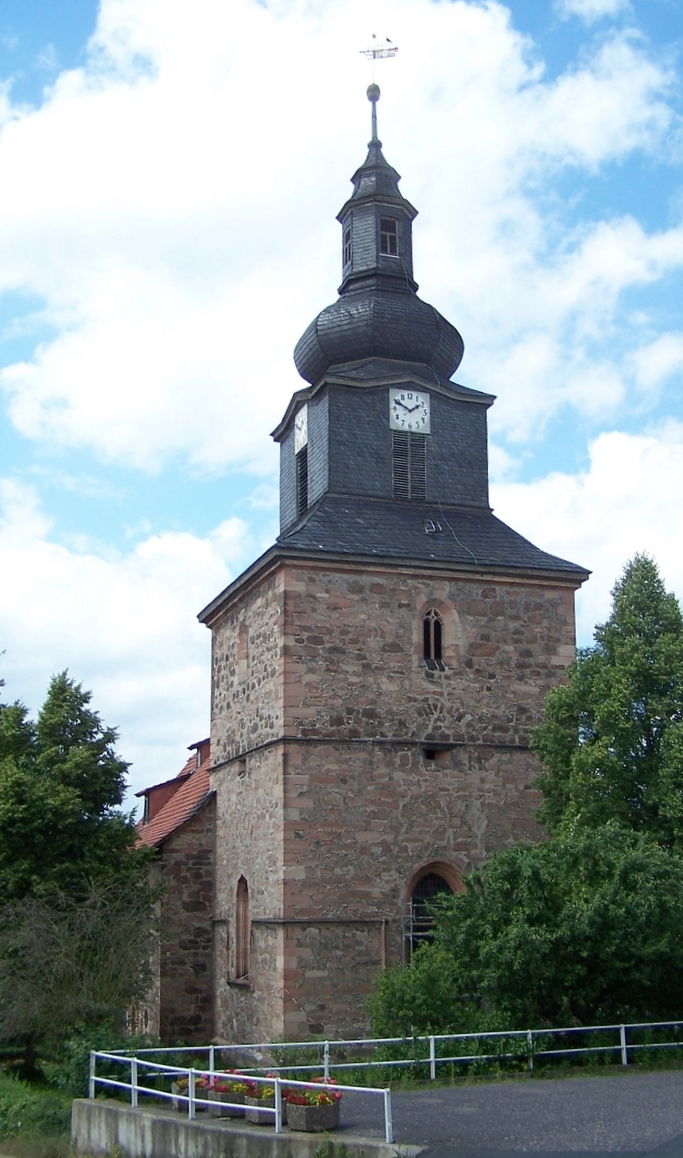
St.-Peters-Kirche

Die denkmalgeschützte evangelisch-lutherische St.-Peters-Kirche steht in Tiefenort, einem Ortsteil der Stadt Bad Salzungen im Wartburgkreis in Thüringen. Die Kirchengemeinde Tiefenort gehört zum Pfarrbereich Tiefenort-Bad Salzungen II im Kirchenkreis Bad Salzungen-Dermbach der Evangelischen Kirche in Mitteldeutschland.

## Geschichte
1340 wurde erstmals eine Kirche erwähnt. Die heutige steinsichtige aus Bruchsteinen erbaute Kirche mit dem Chorturm von 1521 wurde 1585–1587 umgebaut. Die Schießscharten im Turm weisen auf eine ehemalige Wehrkirche hin. Eine Erweiterung des Langhauses nach Westen erfolgte 1629–1633. Die Sakristei wurde 1717 angebaut. Einen erneuten Umbau gab es 1777. Im Jahr 1891 wurde die Kirche renoviert. 1968 wurden im Chor die Emporen und die Patronatsloge der Familie von Beichlingen entfernt.

## Beschreibung
Das Langhaus hat übereinander liegende kleine spitzbogige Fenster, darunter befinden sich Okuli. Über dem Portal im Westen von 1755/1777 ist ein romanisches Relief mit einem Kreuz zwischen Blattornamenten, seitlich davon sind Bogenfenster. Das Südportal von 1630 ist bossiert. In der Bekrönung ist eine Inschrift, die von Beschlagwerk und einem Zierobelisken gerahmt wird. Das Nordportal trägt ein Wappen.
Die steinernen Geschosse des Turms erhielten 1777 ein Obergeschoss aus Fachwerk, das schiefergedeckt ist. Darauf sitzt eine bauchige Haube, die sich in einer geschlossenen Laterne fortsetzt, die mit einer Turmkugel bekrönt ist.
Im Langhaus sind zweigeschossige Emporen seit 1630. Es ist mit einer gewölbten Kassettendecke überspannt. Der Chor ist mit einem Sterngewölbe auf Konsolen bedeckt. Das Gebälk wird von Karyatiden getragen, die Reliefs werden vom verlorenen Sohn und Noli me tangere gerahmt. Der Triumphbogen ist von 1521. Die steinerne Kanzel von 1550 mit hat gotisierendes Maßwerk. 

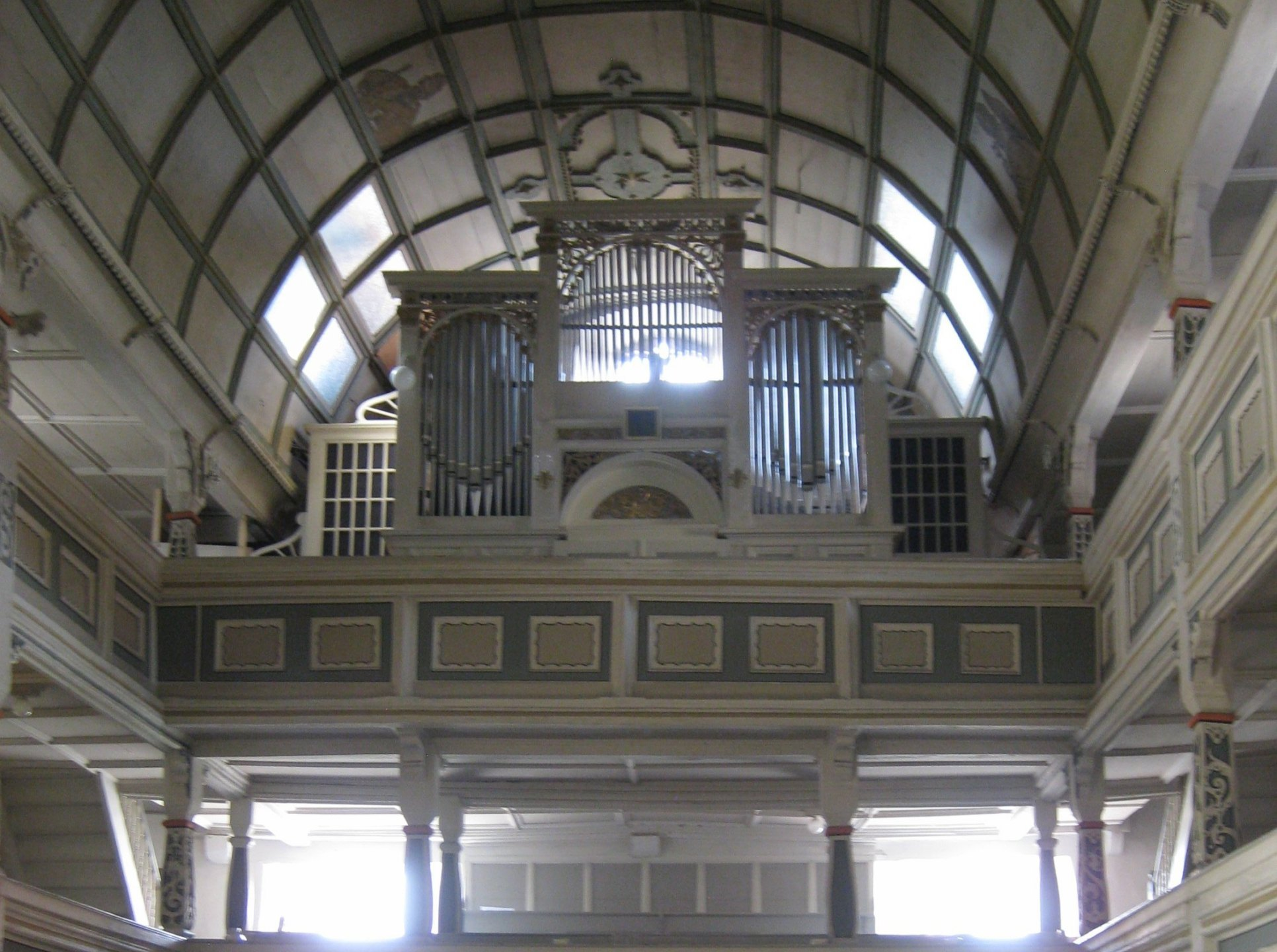
Empore mit Knauf-Orgel

Die Orgel wurde 1844 von Friedrich Christian Knauf (Groß-Tabarz) erbaut und zuletzt in den Jahren 2013/2014 durch Orgelbau Hoffmann & Schindler restauriert. Das Schleifladen-Instrument hat 21 Register, verteilt auf zwei Manualwerke und Pedalwerk. Die Trakturen sind mechanisch.
| I Hauptwerk C–f3 |               |        |
| 1.               | Bourdon       | 16′    |
| 2.               | Principal     | 08′    |
| 3.               | Gedackt       | 08′    |
| 4.               | Octave        | 04′    |
| 5.               | Hohlflöte     | 04′    |
| 6.               | Quinte        | 02 ⁄3′ |
| 7.               | Octave        | 02′    |
| 8.               | Mixtur II-III |        |
| 9.               | Trompete      | 08′    |

| II. Manual C–f3 |                  |        |
| 10.             | Gedackt          | 16′    |
| 11.             | Geigenprincipal  | 08′    |
| 12.             | Lieblich Gedackt | 08′    |
| 13.             | Octave           | 04′    |
| 14.             | Nachthorn        | 02′    |
| 15.             | Quinte           | 01 ⁄3′ |
| 16.             | Sifflöte         | 01′    |
| 17.             | Krummhorn        | 08′    |

| Pedal C–d1 |            |     |
| 18.        | Subbass    | 16′ |
| 19.        | Oktavbass  | 08′ |
| 20.        | Flötenbass | 04′ |
| 21.        | Posaune    | 16′ |

- Koppeln: II/I, I/P